# Vlag van Philippine

Vlag van Philippine

De vlag van Philippine werd in 2005 door het Nederlandse dorp Philippine in gebruik genomen toen Philippine zijn 500e verjaardag vierde.
De vlag bestaat uit een groen veld met in het midden het gemeentewapen met daaronder een witte tekst "Philippine" geplaatst.

## Ontwerp gemeentevlag

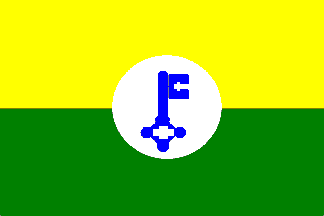
Ontwerp gemeentevlag van gemeente Philippine

De concept gemeentevlag is in 1970 door ir. A.J. Beenhakker ontworpen voor de toenmalige Zeeuwse gemeente Philippine, omdat Philippine geen gemeentevlag kent. De beschrijving luidt: 
Twee even hoge banen van geel en groen, met in het midden een witte schijf geplaatst met een blauwe sleutel.
De blauwe sleutel is afgeleid van het wapen van Axel, en verwijst naar het feit dat Philippine in 1506 werd gesticht in het land Axel op de scheiding van het oude land, met veel bomen (groen), en het nieuwe land met korenvelden (geel).
Tot 1 april 1970 vormde Philippine een zelfstandige gemeente, toen ging het op in de nieuwe gemeente Sas van Gent en daardoor is de concept gemeentevlag geannuleerd. Op 1 januari 2003 werd de gemeente Sas van Gent opgeheven, sindsdien maakt Philippine deel uit van de gemeente Terneuzen.

## Verwante afbeelding

Het wapen van Philippine

Boschkapelle
· Cadzand
· Clinge
· Eede
· Graauw en Langendam
· Haamstede
· 's-Heer Arendskerke
· 's-Heerenhoek
· Heille
· Heinkenszand
· Hengstdijk
· Hoedekenskerke
· Hoek
· Hoofdplaat
· Koewacht
· Kwadendamme
· Nieuwerkerk
· Nieuwvliet
· Ossenisse
· Ouwerkerk
· Overslag
· Philippine
· Retranchement
· Rilland
· Scharendijke
· Serooskerke (Schouwen-Duiveland)
· Serooskerke (Veere)
· Sint Anna ter Muiden
· Sint-Annaland
· Sint Kruis
· Sirjansland
· Stoppeldijk
· Yerseke